# Yahoo! Music
Yahoo! Music, sở hữu bởi Yahoo!, là nơi cung cấp nhiều dịch vụ âm nhạc, trong đó có Internet radio, video âm nhạc, tin tức và thông tin nghệ sĩ. Người dùng có tài khoản Yahoo! có thể truy cập đến hàng trăm nghìn bài hát trong thư viện của website này, được xếp theo nghệ sĩ, album, bài hát và thể loại nhạc.

## Lịch sử
Yahoo! Music bắt đầu từ "LAUNCH", một website và tạp chí được sản xuất bởi LAUNCH Media mà Yahoo! đã mua với giá 12 triệu USD năm 2001. LAUNCH sau đó được đổi tên thành "Yahoo! Music", sau đó đơn giản hơn là "Y! Music" từ tháng 2 năm 2005. Chương trình LAUNCHcast Internet radio và các dịch vụ video âm nhạc của LAUNCH đã được tích hợp vào trong các trang của Yahoo! cùng với hồ sơ các nghệ sĩ chứa một bộ sưu tập các bài hát cùng thông tin tiểu sử.
Yahoo! Music từng là trang âm nhạc trực tuyến đứng đầu về lượng truy cập và lượng thời gian người dùng truy cập vào tháng 3 năm 2007.
Từ tháng 6 năm 2008, website cũ của Yahoo! Music không hoạt động và được chuyển hướng đến website mới ở địa chỉ new.music.yahoo.com.

## Sản phẩm
Yahoo! Music cung cấp nhiều sản phẩm như:
- Yahoo! Music Radio (trước kia là LAUNCHcast) (Nội dung cung cấp bởi CBS Radio) và LAUNCHcast Plus Internet radio (không còn từ tháng 2 năm 2009)
- Yahoo! Music Jukebox
- Yahoo! Music Unlimited
- Live Sets
- Who's Next - Người nghe bình chọn cho nghệ sĩ mới nổi
- Pepsi Smash on Yahoo! Music - Video phỏng vấn, biểu diễn độc quyền
- Hồ sơ cá nhân nghệ sĩ, video âm nhạc và lời
- Official Grammy Awards coverage

## Sự kiện chính
- 2001: Yahoo! mua LAUNCH Media, công ty tạo ra dịch vụ Internet radio LAUNCHcast.
- 14 tháng 9 năm 2004, Yahoo! mua Musicmatch, Inc., công ty phát triển nên phần mềm Musicmatch Jukebox. Cho đến phiên bản Musicmatch 10.1, Yahoo! đã đổi tên thương hiệu Musicmatch Jukebox thành Yahoo! Music Musicmatch Jukebox, tích hợp nó với cửa hàng Yahoo! Music.
- 2005: Yahoo! Music became trở thành dịch vụ âm nhạc chính đầu tiên cung cấp dịch vụ: trả $5 mỗi tháng, không giới hạn dịch vụ download; tương tự như Open Music Model nhưng khác ở quản lý quyền kĩ thuật số. Dịch vụ này có tên là Yahoo! Music Unlimited.
- 2008: Yahoo! tuyên bố rằng Yahoo! Music Unlimited sẽ được ghép với Rhapsody.[2] Yahoo! Music Unlimited chính thức đóng cửa ngày 20 tháng 9 năm 2008.